# William Stallings
William Stallings (27 de juliol de 1945) és un autor estatunidenc de llibres de text en temes d'informàtica com ara sistemes operatius, xarxes d'ordinadors, organització informàtica, i criptografia. També manté com a servei públic i lliure de publicitat el Lloc Web "Computer Science Student Resource" (Recursos de l'Estudiantat d'Informàtica).
Stallings va rebre el doctorat en la informàtica al M.I.T. Actualment treballa com a assessor independent.
Ha rebut per tres vegades el premi al millor llibre de text d'informàtica de l'any de la Text and Academic Authors Association.
Algunes de les seves obres són:
- Computer Organization and Architecture
- Cryptography and Network Security
- Comunicacions Informàtiques i de Dades (Data and Computer Communications)[2]
- Operating Systems - Internals and Design Principles
- Wireless Communications and Networking
- Computer Security: Principles and Practice